# Кавалло, Тибериус
Тибериус Кавалло (итал. Tiberius Cavallo, также Тиберио, 30 марта 1749, Неаполь — 21 декабря 1809, Лондон) — итальянский физик и натурфилософ. Его интересы включали электричество, разработку научных инструментов, природу «воздухов» и полёты на воздушном шаре. Он стал членом Королевской академии наук в Неаполе и членом Лондонского королевского общества в 1779 году. Между 1780 и 1792 годами он тринадцать раз подряд читал Бейкеровскую лекцию Королевского общества.

## Жизнь
Тиберий Кавалло родился 30 марта 1749 года в Неаполе, Италия, его отец был врачом. В 1771 году он переехал в Англию.
Кавалло сделал несколько изобретательных усовершенствований научных инструментов. Его часто называют изобретателем множителя Кавалло. Он также разработал «карманный электрометр», который использовал для усиления небольших электрических зарядов, чтобы сделать их наблюдаемыми и измеряемыми с помощью электроскопа. Части прибора были защищены от сквозняков стеклянным кожухом.
Он также работал над охлаждением. Следуя работам Уильяма Каллена в 1750 году и Джозефа Блэка в 1764 году, Кавалло первым провел систематические эксперименты по охлаждению с использованием испарения летучих жидкостей в 1781 году.
Он интересовался физическими свойствами «воздуха» или газов и проводил эксперименты с «горючим воздухом» (газообразным водородом). В своём «Трактате о природе и свойствах воздуха» (1781) он провёл «разумное исследование современных работ», обсуждая как теорию флогистона Джозефа Пристли, так и противоположные взгляды Антуана Лавуазье. В июне 1782 года в Королевском обществе была зачитана статья Кавалло, в которой описывалась первая попытка поднять в воздух воздушный шар, наполненный водородом. Его «История и практика аэростанции» (1785) считалась «одной из самых ранних и лучших работ по аэростанции, опубликованных в Англии восемнадцатого века». В ней Кавалло обсуждает как недавние эксперименты с воздушным шаром, так и лежащие в их основе принципы. Кавалло ориентировался в этой работе на более широкую аудиторию, избегая технического жаргона и математических доказательств, и был эффективным научным коммуникатором как со своими коллегами, так и с широкой публикой. Его работа повлияла на первых воздухоплавателей Жака Шарля, братьев Роберт и Жан-Пьера Бланшара.
| - «История и практика аэростанции», Тибериус Кавалло, 1785 - Табл. I, Иллюстрация химического аппарата и воздушных шаров, используемых для производства водорода. - Табл. II, Иллюстрация химического аппарата и воздушных шаров, используемых для производства водорода. |

Кавалло также опубликовал рассуждения о музыкальном темпераменте в своём трактате «Of the Temperament of Those Musical Instruments, in Which the Tones, Keys, or Frets, are Fixed, as in the Harpsichord, Organ, Guitar, &c» («О темпераменте тех музыкальных инструментов, в которых тоны, тональности или лады фиксированы, как в клавесине, органе, гитаре и т. д.»).

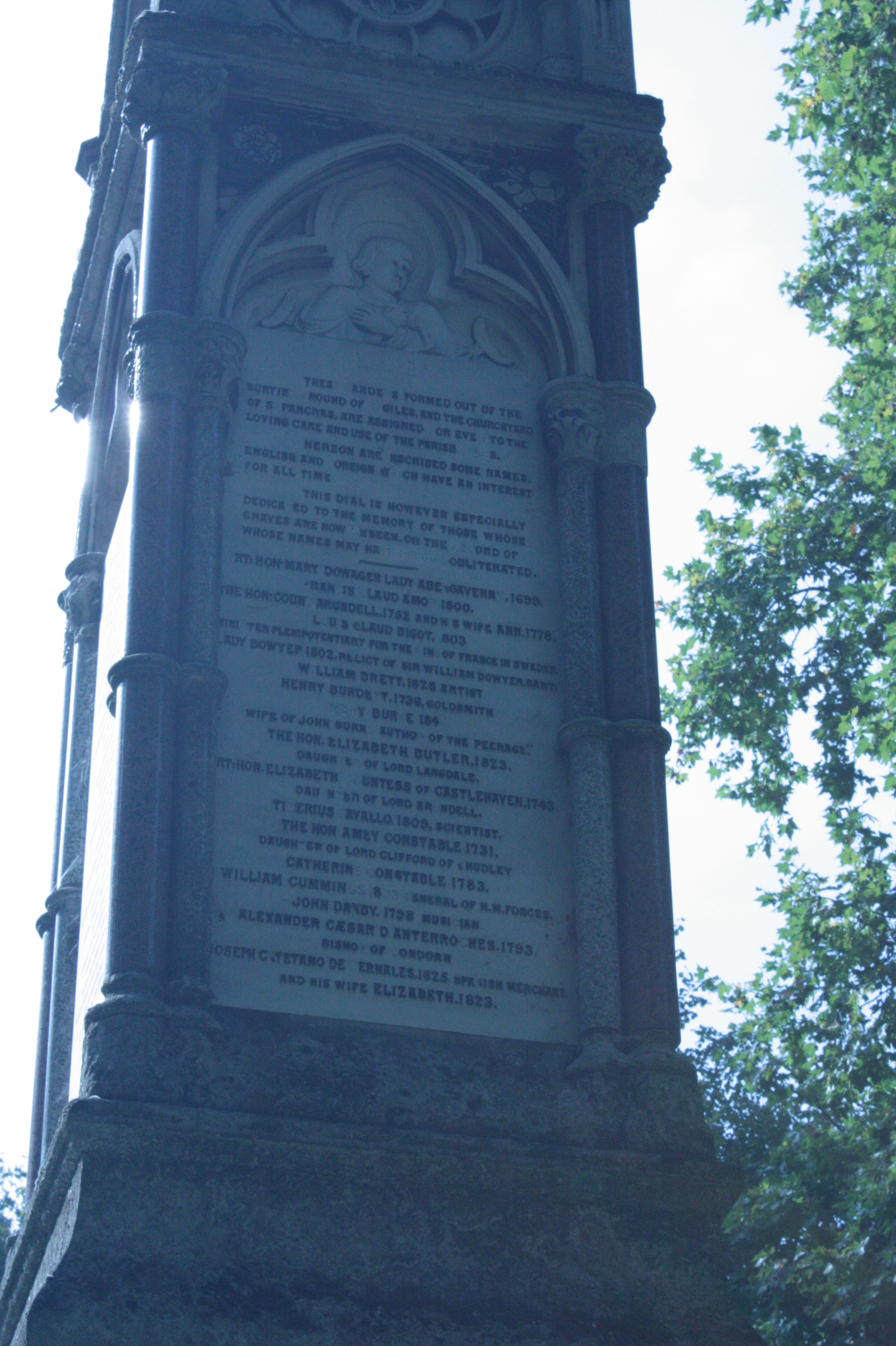
Мемориал Бердетта Куттса, старое кладбище Сент-Панкрас. Имя Кавалло находится внизу, но буквы B и C отсутствуют.

Кавалло умер в Лондоне 21 декабря 1809 года. Он был похоронен на старом кладбище Сент-Панкрас, как сообщается, в склепе рядом со склепом Паскуале Паоли. Могила утеряна, но имя Кавалло указано на мемориале Бердетта Куттса 1879 года со многими важными лицами, похороненными в ней.

## Работы
Тибериус Кавалло опубликовал многочисленные работы по разным областям физики, включая:
- Complete treatise of electricity in theory and practice :  [итал.]. — Firenze : Gaetano Cambiagi, 1779.
- Theory and Practice of Medical Electricity (1780)
- Treatise on the nature and properties of air and other permanently elastic fluids :  [англ.]. — London, 1781.
- Complete treatise on electricity in theory and practice [fre] :  [фр.]. — Paris : Guillot, 1785.
- History and Practice of Aerostation (1785)
- Treatise on magnetism :  [англ.]. — London : Charles Dilly, 1787.
- Medical Properties of Factitious Air (1798)
- Elements of Natural and Experimental Philosophy (1803)[7]

Кавалло внёс вклад в статьи по электричеству, машинам и механике для Циклопедии Риса, но по каким точно темам не известно.